# 劇団I'M
劇団I'M（げきだんアイム）とは、仙台を拠点に活動する日本のミュージカル劇団。
設立当初は「S.P.A.C」（サッポロ・パフォーミング・アーツ・クラブ）という名前であったが、「S.P.A」（サッポロ・パフォーミング・アーツ）、「theater I'm」（シアター アイム）という順に改名を行い、現在に至る。

## 概要
代表である三木弘和（脚本・演出）が、1996年に当時教員として勤めていた、札幌市立高等専門学校の学生有志と共に設立。設立当時から、オリジナル作品の上演を行い、札幌を中心に、道内外での公演やワークショップの開催、パフォーマンスやデザインワークを請け負うなど、幅広い活動を行っている。
2012年5月より仙台に活動拠点を移した。2014年6月に一般社団法人 地域舞台創造I'Msを設立し法人化、同時にI'Ms Studioを建設。
現在は、舞台創作を始めダンスレッスン等の事業も行っている。地域での文化交流に力を入れており、地元住民との交流、市民参加型の手法を用いた公演なども行い、舞台創作を通して地域活性化にも尽力している。

## 理念
- 世界に通用する独自の舞台創作を目指す。
- 芸術・表現活動を通し地域創生に寄与する。
- 世界を目指す表現者の育成とその機関の充実を図る。[3]

## 関連施設
I'Ms Studio
2014年、宮城県仙台市泉区館に落成。

## 上演作品（五十音順）
- I'M musical
- KAGUYA
- Style I'm
- 月船の巫女物語
- 花はくれない（戯曲・森山明子）[5]
- 飛天
- 卑弥呼
- まな子と瞳

## 関連書籍
- 三木弘和(2000)『この地球（ほし）に生まれて』、創和出版。